# Dick Forshaw
Richard „Dick“ Forshaw (* 20. August 1895 in Preston; † 26. August 1963 in Lewes) war ein englischer Fußballspieler. In der Zeit zwischen den beiden Weltkriegen gewann der Stürmer mit dem FC Liverpool in den Jahren 1922 und 1923 zwei englische Meisterschaften in Folge und nach seinem Wechsel zum Stadtrivalen FC Everton im Jahr 1928 einen dritten Ligatitel.

## Sportlicher Werdegang
Forshaw schloss sich in jungen Jahren der britischen Armee als Soldat an und verbrachte während des Ersten Weltkriegs vier Jahre bei der Royal Garrison Artillery in der Kolonie Ceylon. Damit entging er dem vergleichsweise härteren Schicksal an der europäischen Westfront und kehrte unversehrt in die Heimat zurück. Im Juli 1919 begann er seine Profifußballerkarriere und wurde von George Patterson vom FC Liverpool unter Vertrag genommen, wobei er zuvor auch Talent als Hockey- und Tennisspieler gezeigt hatte.
Als trickreicher rechter Halbstürmer absolvierte er die ersten drei Partien der ersten Nachkriegssaison 1919/20. Bei insgesamt 23 Erstligapartien blieb er noch vergleichsweise wenig torgefährlich mit sieben Treffern, darunter ein Hattrick gegen Derby County, aber er konnte insgesamt mit dem Klub einen beachtlichen vierten Abschlusstabellenplatz erringen. Nach einem weiteren Jahr mit neun Toren bei 27 Ligaeinsätzen, der erneut auf dem vierten Rang endete, folgte der sportliche Durchbruch ab der Spielzeit 1921/22. Der FC Liverpool gewann in den Jahren 1922 und 1923 zwei englische Meisterschaften in Serie und Forshaw verpasste keine der 84 Ligapartien auf dem Weg dorthin. Dazu trug er erhebliche 36 Tore zu diesem Doppelerfolg bei; nur Mittelstürmer Harry Chambers war diesbezüglich besser. Nach einer „Flaute“ im Jahr darauf, als Liverpool nur auf dem zwölften Platz landete und auch Forshaw lediglich fünfmal traf, zeigte die Formkurve in der Saison 1924/25 wieder nach oben. Mit 19 Treffern war er vereinsintern bester Torschütze und die Quote erhöhte er noch einmal in seiner letzten vollständigen Saison 1925/26 für Liverpool mit 27 Toren in gerade einmal 32 Ligabegegnungen. Er galt damit als einer der besten Angreifer im englischen Fußball, wobei seine Spielweise als intelligent, teamorientiert und unorthodox beschrieben wurde. Er pflegte oft, das „Unerwartete“ zu tun, womit er für gegnerische Abwehrspieler schlecht auszurechnen war. Daneben war er mit beiden Füßen schussstark. Im März 1927 akzeptierte der FC Liverpool ein Transferangebot des Stadtrivalen FC Everton für den nunmehr 31-jährigen Forshaw. Die vereinbarte Ablösesumme betrug 3.750 Pfund nebst einer „Signing Fee“ in Höhe von zehn Pfund. Der Legende nach sollen Funktionäre beider Vereine Forshaw in seinem Haus mit der getroffenen Übereinkunft überrascht und seine Ehefrau – eine eingefleischte Anhängerin der FC Liverpool – massiv erzürnt haben.
Trotz dieser Unstimmigkeiten brachte Forshaw den Erfolg auch zu den „Toffees“ und als Everton in der Saison 1927/28 die englische Meisterschaft gewann, war Forshaw der erste Fußballer der einen Ligatitel mit beiden Liverpooler Vereinen errang. Maßgeblich verantwortlich für den Erfolg war zwar der „Starspieler“ Dixie Dean mit dem Rekord von 60 Ligatoren, aber als Sturmpartner bereitete Forshaw eine Reihe von Treffern vor. Es dauerte jedoch nicht lange und der mittlerweile 34-Jährige zog weiter im Jahr 1929 zum Zweitligisten Wolverhampton Wanderers. Dort blieb er nur wenige Monate und fortan ließ er bei unterklassigen Klubs wie Hednesford Town und Rhyl Athletic sowie in Irland dem Waterford FC die aktive Karriere ausklingen.

## Nach der Karriere
Nach dem Ende seiner Fußballerlaufbahn (für die er einen Unfall im Alter von 36 Jahren verantwortlich machte) tat sich Forshaw schwer, ein geregeltes Leben zu organisieren und kam öfter mit dem Gesetz in Konflikt. Dabei veruntreute er einen Wettgewinn, nachdem er im April 1932 zugesagt hatte, 100 Pfund bei einem Pferderennen in Ascot zu setzen. Die Wette wurde gewonnen, aber statt die daraus resultierenden 2.000 Pfund auszuzahlen, verschwand Forshaw, der sich dann später schuldig bekannte. Ein Fish-and-Chips-Geschäft in Kilburn brachte ebenso wenig den gewünschten finanziellen Erfolg und während er seine zwölfmonatige Zwangsarbeitsstrafe verbüßte, ließ er sich vier weitere Diebstahlsvergehen zu Schulden kommen, wodurch ihm weitere 17 Monate auferlegt wurden. Im Jahr 1937 wurde er erneut erwischt, als er betrunken Tafelsilber aus einem Londoner Hotel und zwei Koffer am Bahnhof Euston entwendete. Der verantwortliche Magistrat redete ihm danach heftig ins Gewissen und verwies darauf, dass den Familienvater (mit Frau und drei Kindern) bei einer weiteren Fehltat eine Gefängnisstrafe erwarte.
Im Alter von 68 Jahren verstarb Forshaw im August 1963 in der südenglischen Stadt Lewes.

## Titel/Auszeichnungen
- Englischer Fußballmeister (3): 1922, 1923, 1928
- Charity Shield (1): 1928